# اس‌اس یلکنیک
اس‌اس یلکنیک (به انگلیسی: SS Yelkenci) یک کشتی بود که طول آن ۴۳۱ فوت ۰ اینچ (۱۳۱٫۳۷ متر) بود. این کشتی در سال ۱۹۴۳ ساخته شد.